# Шагинов, Алексей Иванович
Алексей Иванович Ша́гинов (29 марта 1948, Керчь — 13 февраля 2022, Ростов-на-Дону) — российский художник. Живописец, график, художник-монументалист (мозаика, роспись, витраж).

## Биография
Родился 29 марта 1948 года в Керчи.
Как отмечал искусствовед А. П. Токарев, Шагинов родился в Крыму, и с детства природа, история Крыма волновали его, а знакомство и работа с известными археологами Н. И. Сокольским, И. Д. Марченко, Н. П. Сорокиной, Т. Н. Макаровой, Д. С. Кирилиным помогали осознать единство культур и желание стать художником. Большое влияние на Шагинова оказали художники О. Б. Павлов, Н. Я. Бут, П. К. Столяренко, Г. П. Батов. Своим первым учителем Шагинов считал Геннадия Петровича Батова.
Закончил Ростовское художественное училище им. М. Б. Грекова в 1975 году. С 1992 по 1993 год там же преподавал. По мнению Шагинова, своему профессиональному становлению он обязан педагогам училища, художникам более старшего поколения А. С. Легостаеву, Г. П. Михайлову, Т. Ф. Теряеву, А. М. Чернышеву.
В 1990 году выступил одним из основателей выставочного объединения «Синтел-Радуница». Член арт-группы «Зеленый остров».
В 1993 году участвовал в проекте «Сто картин русских художников» (Хьюстон, США).
В 2023 году в московском издательстве «Пинакотека искусств» вышел альбом «Алексей Шагинов. Путь к свету» (составитель Л. Феодор, редактор И. Гуржиева).
Умер 13 февраля 2022 года в Ростове-на-Дону .

## Работы находятся в собраниях
- Ростовский областной музей изобразительных искусств, Ростов-на-Дону.
- Таганрогский художественный музей, Таганрог.
- Музей современного изобразительного искусства на Дмитровской, Ростов-на-Дону.
- Коллекция Александра Токарева, Старочеркасская.
- Галерея ZHDANOV, Таганрог.
- Частные коллекции России, Украины, Германии, Англии, Дании, США, Швейцарии, Марокко.

## Персональные выставки
- 2008 — «Экология души». Музей современного изобразительного искусства на Дмитровской, Ростов-на-Дону.[5][6]
- 2012 — «Цари». М-галерея, Ростов-на-Дону.[7]
- 2012 — «Природа. Человек. Цивилизация». Ростовский областной музей изобразительных искусств, Ростов-на-Дону.
- 2014 — «Геометрия музыки». М-галерея, Ростов-на-Дону.[8][9]
- 2015 — «Мадонны». Музей современного изобразительного искусства на Дмитровской, Ростов-на-Дону.[10][11][12]
- 2022 — «Миры Алексея Шагинова». Галерея «Иллюзия эфемерности», Ростов-на-Дону.[13]
- 2023 — «Персональная выставка к 75-летию художника». Музей современного изобразительного искусства на Дмитровской, Ростов-на-Дону.
- 2023 — «Живопись. Графика. Алексей Шагинов». Ростовский областной музей изобразительных искусств, Ростов-на-Дону.[2]
- 2023 — «Путь к свету». Музей русской культуры, Москва.[14]

## Цитаты
- «Шагинов — живописец от Бога, но зарабатывать на жизнь пришлось после училища монументальным искусством, и Алексей более двадцати лет занимается мозаикой, росписями, но больше всего искусством витража... Это наложило отпечаток и на его занятия живописью, графикой... Условность, обобщённость, аллегория, символ, знак, философский подтекст — излюбленные выразительные средства художника, а графика его, как правило, носит концептуальный характер»[1]  — Александр Токарев, 1993.